# مايك وود (مبارز بالسيف)
مايك وود (بالإنجليزية: Mike Wood)‏ هو مبارز بالسيف جنوب أفريقي، ولد في 8 فبراير 1971 في ديربان في جنوب أفريقيا.

## وصلات خارجية
- مايك وود على موقع أوليمبيديا (الإنجليزية)